# Championnat d'Union soviétique de football 1962
Navigation
Saison 1961 Saison 1963
La saison 1962 de Klass A est la 24e édition du championnat de première division en Union soviétique. Vingt-deux clubs sont regroupés en deux poules où les équipes se rencontrent deux fois, à domicile et à l'extérieur. À la fin de cette première phase, les six premiers jouent une poule pour le titre, les autres formations jouent une poule de classement, qui condamne les deux derniers à être relégués pour permettre le passage de la compétition à une poule unique de 20 clubs.
C'est le club du Spartak Moscou qui remporte le championnat après avoir terminé en tête de la poule pour le titre, avec trois points d'avance sur le Dynamo Moscou et quatre sur le Dinamo Tbilissi. Il s'agit du 8e titre de champion d'Union soviétique de l'histoire du club.
Le club du Krylia Sovetov Kouïbychev remplace le club du Troud Voronej tandis que l'Admiralteïets Léningrad se retire au profit du Dinamo Léningrad.

## Clubs participants
- Promu de deuxième division

| Club                      | Présent depuis | Classement 1961         | Entraîneur               |
| ------------------------- | -------------- | ----------------------- | ------------------------ |
| Dynamo Kiev               | 1936           | 1er                     | Viatcheslav Soloviov     |
| Torpedo Moscou            | 1938           | 2e                      | Gueorgui Jarkov (en)     |
| Spartak Moscou            | 1936           | 3e                      | Nikita Simonian          |
| CSKA Moscou               | 1954           | 4e                      | Konstantin Beskov        |
| Lokomotiv Moscou          | 1952           | 5e                      | Alekseï Kostylev (en)    |
| Avangard Kharkov          | 1960           | 6e                      | Viktor Jyline (en)       |
| Dinamo Tbilissi           | 1936           | 7e                      | Mikhail Yakushin         |
| Spartak Erevan            | 1960           | 8e                      | Haroutioun Keheïan (ru)  |
| SKA Rostov                | 1959           | 9e                      | Viktor Maslov            |
| Pakhtakor Tachkent        | 1960           | 10e                     | Aleksandr Keller (ru)    |
| Dinamo Moscou             | 1936           | 11e                     | Oleksandr Ponomarov      |
| Chakhtior Donetsk         | 1955           | 12e                     | Oleg Ochenkov            |
| Zénith Léningrad          | 1938           | 13e                     | Ievgueni Ieliseïev       |
| Moldova Kichinev          | 1956           | 16e                     | Vassili Sokolov          |
| Kaïrat Almaty             | 1960           | 17e                     | Nikolaï Glebov (ru)      |
| Neftianik Bakou           | 1960           | 18e                     | Boris Arkadiev           |
| Belarus Minsk             | 1960           | 19e                     | Aleksandr Sevidov        |
| Žalgiris Vilnius          | 1960           | 20e                     | Gueorgui Glazkov         |
| Daugava Riga              | 1960           | 21e                     | Ievgueni Fokine (en)     |
| Krylia Sovetov Kouïbychev | 1962           | 1er (D2, Russie)        | Viktor Karpov (ru)       |
| Torpedo Koutaïssi         | 1962           | 1er (D2, Républiques 2) | Andreï Jordania (ru)     |
| Dinamo Léningrad          | 1962           | 3e (D2, zone 2)         | Nikolaï Lioukchinov (en) |

### Changements d'entraîneurs
| Club             | Entraîneur partant          | Date de départ | Entraîneur arrivant     | Date d'arrivée |
| ---------------- | --------------------------- | -------------- | ----------------------- | -------------- |
| Avangard Kharkov | Vitali Zoub (ru)            | juillet 1962   | Viktor Jyline (en)      | juillet 1962   |
| Dinamo Tbilissi  | Nestor Chkhatarachvili (uk) | juillet 1962   | Mikhail Yakushin        | juillet 1962   |
| Lokomotiv Moscou | Nikolaï Morozov             | juillet 1962   | Alekseï Kostylev (en)   | juillet 1962   |
| Spartak Erevan   | Anatoli Akimov (en)         | juillet 1962   | Haroutioun Keheïan (ru) | août 1962      |

## Compétition
Le barème de points servant à établir tous les classements se décompose ainsi :
- Victoire : 2 points
- Match nul : 1 point
- Défaite : 0 point